# Pedofobie
Pedofobie is een angst voor baby's en kinderen. De term is afkomstig van de Griekse woorden pais (kind) en phobos (angst).
Iemand die aan deze aandoening lijdt, kan sterke spanning of angst ervaren bij het zorgen voor of in de buurt zijn van kinderen. Fobische symptomen worden niet alleen veroorzaakt door directe confrontatie met kinderen, maar ook door gedachten of dromen over kinderen.
Het verschil met ephebifobie is dat pedofobie meer gericht is op pre-puberale kinderen, in plaats van adolescenten. Verder is pediofobie een angst voor poppen.